# Centre pénitentiaire pour femmes de Rennes
Ne doit pas être confondu avec Centre pénitentiaire pour hommes de Rennes-Vezin.
Le centre pénitentiaire pour femmes de Rennes ou la prison des femmes de Rennes est un des deux seuls établissements pénitentiaires réservés exclusivement aux femmes en France avec la maison d'arrêt de Versailles. Elle est aussi la plus grande prison pour femmes d'Europe.
Jusqu'en 1992, le centre pénitentiaire pour femmes de Rennes était la seule prison conçue pour accueillir les femmes définitivement jugées, en particulier celles condamnées à de longues peines.
Aujourd'hui, d'autres centres de détention disposent à côté de leur quartier pour hommes, d'un quartier pour femmes comme à Bapaume, Joux-la-Ville ou Roanne.

## Situation
Le centre pénitentiaire de Rennes est situé au no 18 bis rue de Châtillon et les bâtiments de la prison se trouvent près de la gare ce qui est un avantage pour le maintien des relations familiales. La prison de Rennes ayant été pendant longtemps le seul établissement pour peine réservé aux femmes, les détenues qui y sont transférées viennent de toute la France et leurs familles n’habitent généralement pas la région. Il demeure le seul établissement pour longues peines exclusivement féminin.

## Histoire

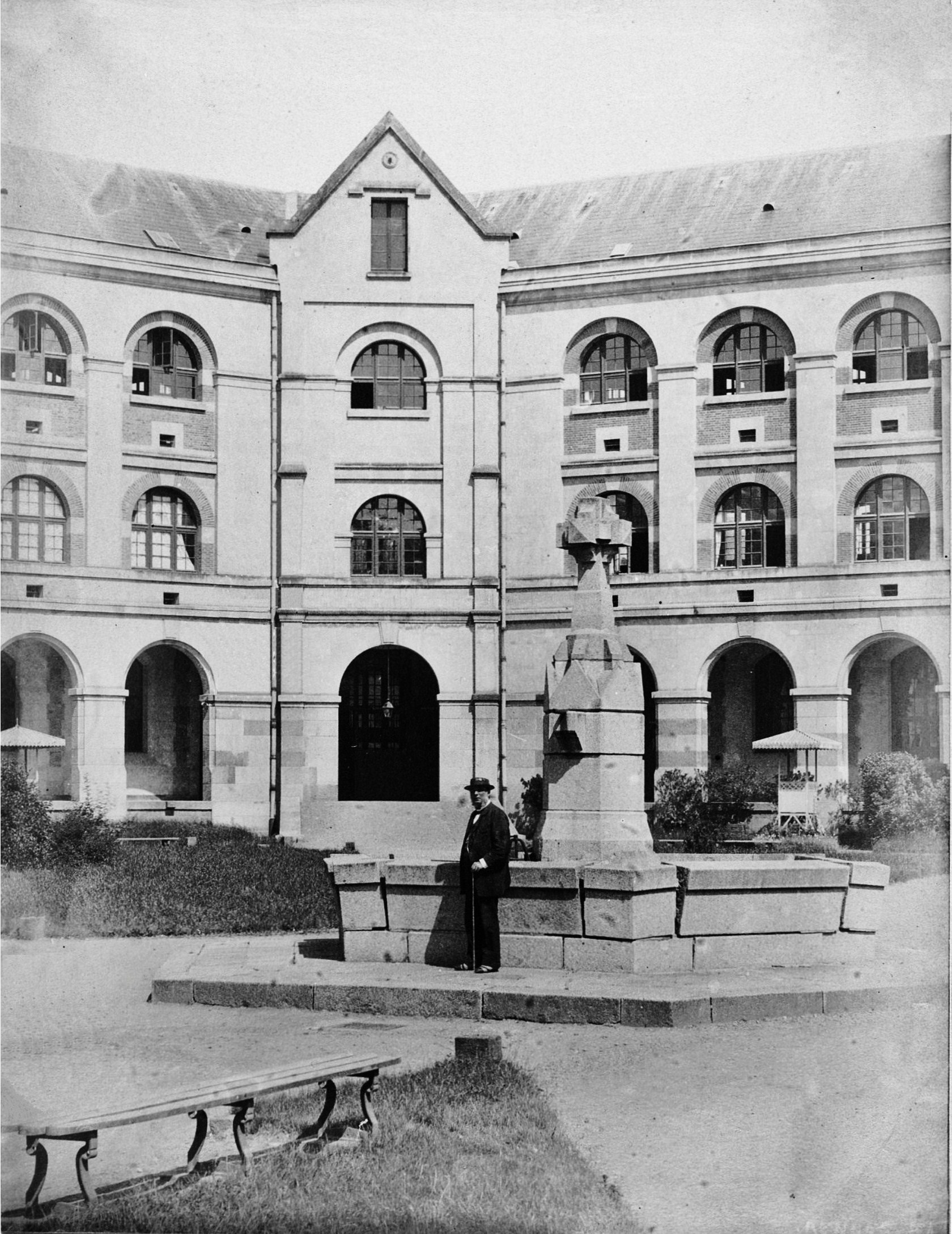
Vue de la fontaine de la cour intérieure de la Maison centrale de Rennes, devant laquelle se tient Alfred-Nicolas Normand, l'architecte de la prison, vers 1865. Au moment de la prise du cliché, les pierres du bassin sont justes posées et disjointes, mais pas encore assemblées.

### La construction
Napoléon III (1808-1873) prend la décision de construire une maison centrale réservée aux femmes. En 1860, les femmes détenues en France sont au nombre de 4882. Elles sont incarcérées dans huit maisons centrales qui leur sont spécialement affectées. Ces établissements pénitentiaires sont des transformations d'anciens locaux d'enfermement (dépôts de mendicité, prisons royales), d'hôpitaux et de biens confisqués au clergé ou à la noblesse. L'ancienne maison centrale de Rennes était à l'origine un petit séminaire, située faubourg Saint-Hélier, qui fût d'abord transformé en dépôt de mendicité avant de devenir une maison centrale. L'établissement est mixte jusqu'en 1850, avant d'être réservée exclusivement aux femmes.
L’architecte parisien Alfred-Nicolas Normand (1822-1909) et son homologue rennais Charles Louis Langlois (1811-1896), dressent les plans de cette nouvelle maison centrale en 1860. La construction de l’édifice s’effectue en plusieurs étapes et débute en 1863 par l’enceinte, suivie en 1867 par le bâtiment de détention et en 1872 pour celui de la chapelle. Enfin de 1873 à 1876, s’élèvent les bâtiments de l’administration, perpendiculaires à l’entrée. La mise en service de la prison a lieu en 1878 sous la dénomination de « Maison centrale de force et de correction ».

### Vie auXIXesiècle
La surveillance est assurée jusqu'en 1907 par des religieuses de la congrégation de Marie-Joseph. Les journées sont rythmées par le travail et la religion. Le régime disciplinaire de 1839 renforce la dureté des conditions de détention en rendant obligatoire le silence.
De nombreuses femmes condamnées à la relégation (déportation vers la Guyane et la Nouvelle-Calédonie, de 1885 à 1905) passent par la prison de Rennes avant de partir pour la Rochelle où elles sont embarquées.

### XXesiècle
Le centre pénitentiaire de Rennes accueille les femmes condamnées de la centrale de Montpellier à sa fermeture en 1934, puis celles d'Haguenau et de Doullens au début de la guerre en 1940. Pendant la Seconde Guerre mondiale, de nombreuses résistantes sont incarcérées à la prison des femmes de Rennes. Cent-trois femmes politiques arrivées par convoi au début de l'année 1944, se révoltent. Le 6 mars 1944, le directeur de la prison fait appel aux gardes mobiles de réserve (GMR) qui sont reçus à coup de projectiles. Menacées d'être fusillées, les résistantes se rendent et subissent la mise aux cachots avec privation de colis, parloirs et courriers. Jusqu'en 1943, vingt-six détenues politiques sont remises aux Allemands pour des attentats contre l'occupant. Mais les 5 avril, 2 mai et 16 mai 1944, les deux cent quarante-cinq résistantes condamnées par les tribunaux d'exception français et emprisonnées à la maison Centrale de Rennes, sont livrées par le régime de Vichy aux nazis. Elles sont toutes déportées vers le camp de concentration de Ravensbrück. À la Libération, sont regroupées les condamnées politiques aux travaux forcés. Un nouvel aménagement de la prison a lieu de 1953 à 1959 avec principalement l'ajout d'un étage supplémentaire intégré dans les niveaux existants et la construction de cellules individuelles à la place des dortoirs. Un dernier bâtiment est érigé en 1960 à destination du personnel. Les travaux réalisés dans l'ancienne infirmerie, permettent de recevoir en 1962, des détenues du FLN ou des militantes anti-coloniales, telles Zohra Drif, Baya Hocine, Djamila Bouazza, Djamila Bouhired, Djamila Boupacha, Djamila Amrane-Minne, Annie Steiner, Jacqueline Guerroudj, Djamila Bent Mohamed, etc. Après les accords d'Évian, le quartier femmes de la Maison d'arrêt de Rennes déménage dans ce quartier.
La mémoire du Centre pénitentiaire de Rennes retient les noms de Thérèse Humbert, les sœurs Papin, Violette Nozière — qui épouse le fils du greffier-comptable de la prison — Valérie Subra, Florence Rey, Simone Weber dont les dossiers et procès judiciaires sont médiatisés.

### XXIesiècle
Le 6 septembre 2021, le centre pénitentiaire de Rennes accueille six détenues condamnées pour terrorisme, dans le premier quartier de prise en charge de la radicalisation (QPR) dévolu aux femmes,.

## Architecture

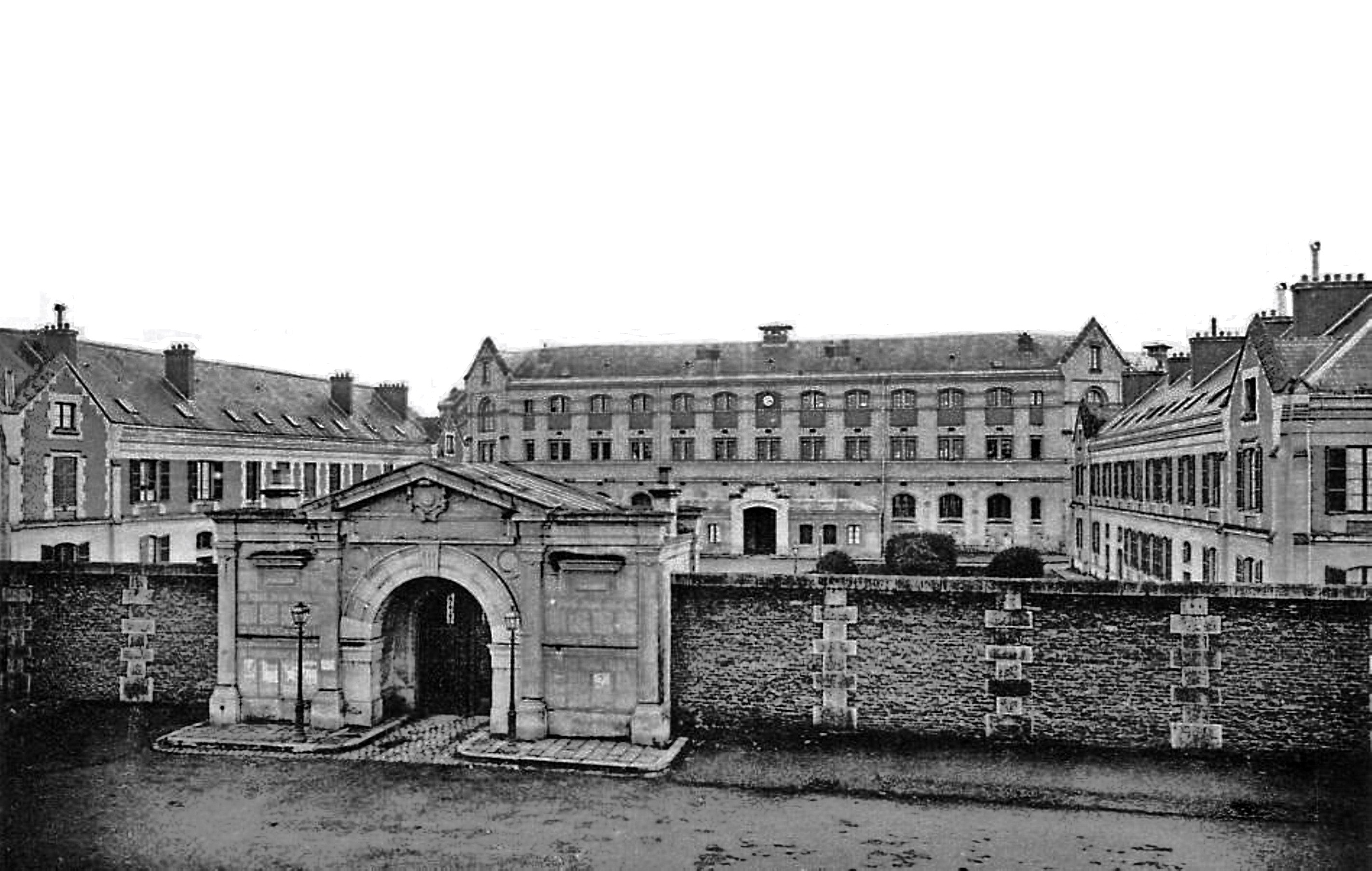
Vue de la Maison centrale pour femmes de Rennes vers 1900 avec sa porte principale et ses bâtiments en forme de « U » qui délimitent la cour d'entrée intérieure.

Les bâtiments de la prison se trouvent dans un domaine de 9 hectares. La prison occupe une surface bâtie de 46 000 m2 et se présente sous la forme d’un vaste bâtiment hexagonal bordé d’arcades, au centre duquel se trouve un jardin et une fontaine.
Les différentes divisions comprennent les cellules individuelles des détenues, une pièce de vie commune, une cabine téléphonique ainsi que des douches.
Les bâtiments comprennent également un quartier maison d'arrêt, une chapelle, une cuisine centrale, une infirmerie, une blanchisserie, des ateliers de travail, des locaux réservés à l’enseignement et à la formation, des unités de vie familiale, une salle pour les spectacles organisés par ou pour les détenues, une médiathèque, un vaste gymnase également construit par les détenues et des bureaux administratifs.

## Organisation de la prison
Le Centre pénitentiaire pour femmes de Rennes a une capacité d’accueil de 298 places et ne connaît pas la surpopulation carcérale. Il comprend :
- Un quartier maison d’arrêt, où sont enfermées les femmes en détention préventive qui attendent leur procès. La maison d'arrêt comprend 28 cellules à deux lits, soit une capacité d’accueil de cinquante-six places.
- Un centre de détention, où sont incarcérées les femmes condamnées de 5 ans à la perpétuité, d’une capacité d'accueil de deux cent trente-trois places, est réparti en douze divisions. Chaque division est doté de 16 à 20 cellules, d’un espace commun, d’une cuisine et d’un espace buanderie-séchoir. Les cellules sont individuelles et occupent une surface de 7,60 m2.

Le Centre comporte un quartier d’accueil de quinze places, réservé comme son nom l’indique, à la période d’accueil des détenues transférées.
- Un quartier nurserie qui peut accueillir cinq mères et leurs bébés (moins de 2 ans), occupé indifféremment par les femmes provenant de la maison d’arrêt ou du centre de détention.
- Un quartier de semi-liberté pour les détenues bénéficiant d’un aménagement de peine de quatre places.

Les détenues du centre de détention sont seules dans leurs cellules. Elles sont relativement libres de se déplacer au sein de la prison. Les portes des cellules sont ouvertes pendant la journée ce qui leur permet de circuler au sein de leurs divisions et de participer à des activités socio-culturelles, d’étudier ou de travailler.

## Vie quotidienne, études et travail en prison
La prison des femmes de Rennes est spécialisée dans l’exécution des longues peines. La plupart des détenues sont condamnées à des peines allant de 15 ans à la perpétuité. Ces détenues sont transférées vers le centre pénitentiaire de Rennes après leur condamnation, depuis les maisons d’arrêt où elles étaient incarcérées jusqu’à leurs procès. Elles ne peuvent donc espérer de libération avant plusieurs années. Cela pose des contraintes en matière de maintien des relations familiales (en particulier pour les mères qui doivent pouvoir continuer à jouer leur rôle vis-à-vis de leurs enfants), mais également de formation et de réadaptation sociale pour des détenues souvent fragilisées socialement et issues de milieux défavorisés et enfin, de soins de santé pour une population carcérale âgée.
Dans un établissement pour longues peines comme la prison des femmes de Rennes, la priorité est mise sur la réinsertion via les études et le travail. Comme dans toutes les prisons, les conseillers d'insertion et de probation informent et proposent des actions d'accompagnement afin de favoriser l'intégration à venir. La majorité des détenues sont occupées durant la journée. Elles peuvent suivre des cours (notamment de français), poursuivre un parcours scolaire et recevoir diverses formations professionnelles. Elles peuvent obtenir un emploi rémunéré en travaillant à l’entretien de la prison (nettoyage, cuisine …) ou dans les ateliers de travail. Les détenues réalisent par exemple les uniformes des surveillants, mais des entreprises extérieures leur font également confiance. À côté des ateliers de couture et de confection qui fournissent des emplois peu qualifiés, l’Ina a ainsi ouvert un atelier où des détenues restaurent des archives télévisées. De même une société d’assistance téléphonique a ouvert un centre d’appel téléphonique dans la prison, projet qui a suscité de vives polémiques. Les syndicats ont exprimé leur désaccord face à la concurrence de cette main-d'œuvre aux faibles coûts salariaux.
Depuis le mois de juin 2012, les détenues ont accès à Internet, dans le cadre des formations scolaires ou professionnelles. L'approche du Web est restrictive et ne concerne que 450 sites Internet consultables, autorisés par l'administration pénitentiaire. Les communications avec l'extérieur sont interdites. Pour accéder à la salle informatique, les détenues doivent s'inscrire et ne peuvent venir qu'une à deux fois par semaine.
La première revue féminine faite par les détenues du Centre pénitentiaire de Rennes voit le jour le 18 janvier 2013, sous le titre de « Citad'elles ». Ce magazine trimestriel gratuit de trente-six pages, est destiné aux prisonnières et surveillantes, avec un tirage de cinq-cents exemplaires. Ce projet s'est réalisé grâce à une association loi de 1901 à but non lucratif, les établissements Bollec, et la Ligue de l'enseignement d'Ille-et-Vilaine, avec l'accord de la Direction pénitentiaire.
La prison des femmes de Rennes est régulièrement présentée comme un établissement carcéral modèle. Elle se distingue en particulier par son faible taux de récidive par rapport à d’autres établissements pénitentiaires.

## Unités de vie familiale
Le centre pénitentiaire pour femmes de Rennes a été pionnier dans l’établissement d’Unités de vie familiale (UVF) qui permettent aux femmes incarcérées de rencontrer leurs proches et de partager des moments d’intimité, sans surveillance. Les unités de vie familiale sont constituées d’appartements d’environ 55 m2 comportant deux chambres, un séjour, une cuisine et une salle de bains, ainsi qu’une portion de cour extérieure, entourée de hauts grillages. Les détenues qui remplissent certains critères peuvent y recevoir les membres de leur famille, et notamment leurs enfants, à condition toutefois, si ceux-ci sont mineurs, qu’ils soient accompagnés d’un adulte. Ces visites de durée variable, comprise entre 6 et 72 heures, peuvent être interrompues à tout moment par la détenue. Les unités de vie familiale ont totalisé en 2008, 171 visites, au bénéfice de 51 détenues, et leur durée s’est ainsi répartie :
- 45 visites de 6 heures
- 38 visites de 24 heures
- 74 visites de 48 heures
- 14 visites de 72 heures

## Population pénale
La population pénale féminine du Centre pénitentiaire de Rennes, se répartissait ainsi au 1er janvier 2009, sur un total de 298 places :
- 19 prévenues
- 98 condamnées à une peine criminelle
- 138 condamnées à la réclusion criminelle

Parmi les condamnées à la réclusion criminelle :
- 38 l’étaient à une peine comprise entre 10 et 15 ans
- 48 à une peine comprise entre 15 et 20 ans
- 44 à une peine comprise entre 20 et 30 ans
- 8 à la réclusion criminelle à perpétuité

Le taux d’occupation au 1er mars 2009, pour le quartier de la maison d’arrêt est de 68 %, et celui pour le centre de détention est de 94 % .
Comme le montrent ces chiffres, les femmes détenues au Centre de Rennes sont dans l’ensemble, condamnées à de lourdes peines. Dans son rapport d'information, la sénatrice du Puy-de-Dôme, Mme Michèle André, précise que « d'une façon générale, les détenues proviennent de milieux défavorisés et sont très désocialisées lors de leur incarcération. Elles ont souvent dû faire face, davantage que les hommes, à des situations de violences familiales ou conjugales. Elles sont également souvent peu alphabétisées et connaissent beaucoup de difficultés de réinsertion, une fois leur peine effectuée ».

### Articles de presse
- Claire Staes, « Sur 200 femmes incarcérées, la moitié travaille, affirme la directrice de la prison de Rennes », Le Télégramme, Paris,‎ 2 avril 2024 (lire en ligne).

### Ouvrages
- Anne-Emmanuelle Demartini, Agnès Fontvieille, Christine Bard (dir.), Frédéric Chauvaud (dir.), Michelle Perrot (dir.) et Jacques-Guy Petit (dir.), Femmes et justice pénale, XIXe et XXe siècles, Rennes, Presses universitaires de Rennes, coll. « Histoire », 20 novembre 2002, 378 p. (ISBN 2-86847-751-8). Réédition, janvier 2011  (ISBN 978-2-868-47751-4)
- Corinne Jaladieu, « Les résistantes dans les prisons de Vichy : l'exemple de la Centrale de Rennes », Cahiers d'Histoire. Revue d'histoire critique, Paris, no 89,‎ 1er décembre 2002, p. 81 à 97 (ISBN 2-907-45216-9, ISSN 2102-5916, présentation en ligne, lire en ligne)
- Yves Boivin, Les condamnées des Sections Spéciales incarcérées à la Maison Centrale de Rennes. Déportées les 5 avril, 2 mai et 16 mai 1944, janvier 2004 (lire en ligne)
- Corinne Jaladieu, La prison politique sous Vichy : L'exemple des centrales d'Eysses et de Rennes, Éditions L'Harmattan, coll. « Logiques sociales », 4 décembre 2007, 292 p., 24 cm x 15 cm, broché (ISBN 978-2-29604-748-8, lire en ligne). Corinne Jaladieu est agrégée et docteure en histoire, professeur en hypokhâgne et khâgne au lycée Daudet de Nîmes et au lycée Joffre de Montpellier. Ses travaux de recherche portent sur la prison politique sous Vichy.
- Anne-Emmanuelle Demartini, Loïc Cadiet (dir.), Frédéric Chauvaud (dir.), Claude Gauvard (dir.), Pauline Schmitt-Pantel (dir.) et Myriam Tsikounas (dir.), Figures de femmes criminelles : de l'Antiquité à nos jours, Paris, Publications de la Sorbonne, coll. « Hommes et Société », 25 mars 2010, 352 p. (ISBN 978-2-85944-631-4)
- Marie-Annick Horel et Maria Poblete, Au cœur de la prison des femmes : Ma vie de surveillante, Paris, Tallandier, 3 mars 2022, 221 p., 14,2 × 20,6 cm (ISBN 979-10-210-3783-0, OCLC 1308946893)

### Documentaires
- Enquête et révélation, Prison de femmes : une vie derrière les barreaux, reportage télévisé de Corinne Langlois, présenté par Magali Lunel, diffusé le 27 octobre 2009 sur TF1.
- Prison de femmes, documentaire d'Éric Lemasson pour Grands Reportages diffusé le 21 mai 2017 sur TF1.

#### Notices et ressources
- Ressource relative à la vie publique :   - Nominations au Journal officiel
- Notices d'autorité :   - VIAF
  - BnF (données)
  - IdRef